# 尖頭刺鰍
尖頭刺鰍為輻鰭魚綱合鰓目刺鰍亞目刺鰍科的其中一種，分布於亞洲中國恩梅開江流域，體長可達29.7公分，棲息在中底層水域，屬肉食性。